# Eternal E
Eternal E es el primer álbum recopilatorio del rapero estadounidense Eazy-E. Fue lanzado como un álbum póstumo el 28 de noviembre de 1995 por la discográfica Ruthless Records.

## Lista de canciones
1. Boyz-n-the-Hood (Remix) – 6:22
2. 8 Ball featuring – 4:25
3. Eazy-Duz-It – 4:21
4. Eazy-er Said Than Dunn – 3:41
5. No More ?'s - 3:55
6. We Want Eazy feat. Dr. Dre, MC Ren – 5:01
7. Nobody Move – 4:49
8. Radio - 4:59
9. Only If You Want It – 3:03
10. Neighborhood Sniper - 5:09
11. I'd Rather Fuck With You feat. N.W.A. & CPO Boss Hogg - 3:59
12. Automobile feat. N.W.A. - 3:18
13. Niggaz My Height Don't Fight – 3:14
14. Eazy Street - 4:27